# رقان
رَقّان هي إحدى بلديات ولاية أدرار وهي أيضا مقر لدائرة التي تحمل نفس الاسم. تبعد عن مقر الولاية 150 كلم على الطريق الوطني رقم 06.

## أصل التسمية
يعود أصل تسميتها إلى اللغة الأمازيغية وهي بمعنى عجوز الإبل أو مراح الإبل،
أو كما جاء في بعض الروايات رڨان مثنى كلمة رڨ وهو الخلاء أي يعني رڨ تنزروفت ورڨ تيديكلت.[بحاجة لمصدر]

## قصور بلديةرقان«ترتيب حسب بعد المسافة»
- انزقلوف
- آيت المسعود
- ازرافيل
- تاوريرت
- نفيس
- تيمادنين
- زاوية الرقاني (تهنت)
- تعرابت
- تينولاف الجديدة
- تينولاف القديمة رقان سابقاً

## الأضرحة (القباب) وما تسمى بالزيارات «الترتيب حسب تاريخ الحدث»
- سيدي بوبقرة بـ تيمادنين : تقام زيارته يوم 18 إفريل من كل عام
- لالة الشريف بـ انزقلوف : تقام زيارته يوم 24 إفريل من كل عام
- مولاي عبد الله الرقاني زاوية الرقاني : تقام زيارته يوم 01 ماي من كل عام
- تعرابت: تقام زيارته يوم 11 ماي من كل عام
- مولاي الشريف
- مولاي عبد المالك الرقاني
- الوديعي تاوريت : تقام زيارته يوم 23 إفريل من كل عام
- سيد المخفي ازرافيل : تقام زيارته يوم 28 ماي من كل عام

## وتضم 12 مجمع سكني (حي) وهي كالاتي
- حي السعاد ,   * حي النجوم (مدينة الجديدة),
- حي النصر,    *حي 05 جويلية
- حي الشهيد,   * حي الرياضي,
- حي النجاة,   * حي الامل,
- حي 13 فيفري,  * حي المستقبل,
- حي الهامل سيدي موسى .
- حي الصباح ( ابن باديس ) .

## التجارب النووية في رقان
بتاريخ 1960/02/13 فجّرت فرنسا قنبلة ذرية بمنطقة رقان (حموديا) ضمن ما يسمى باليربوع الأزرق على ما يناهز 42000 طن .

## صور من رقان

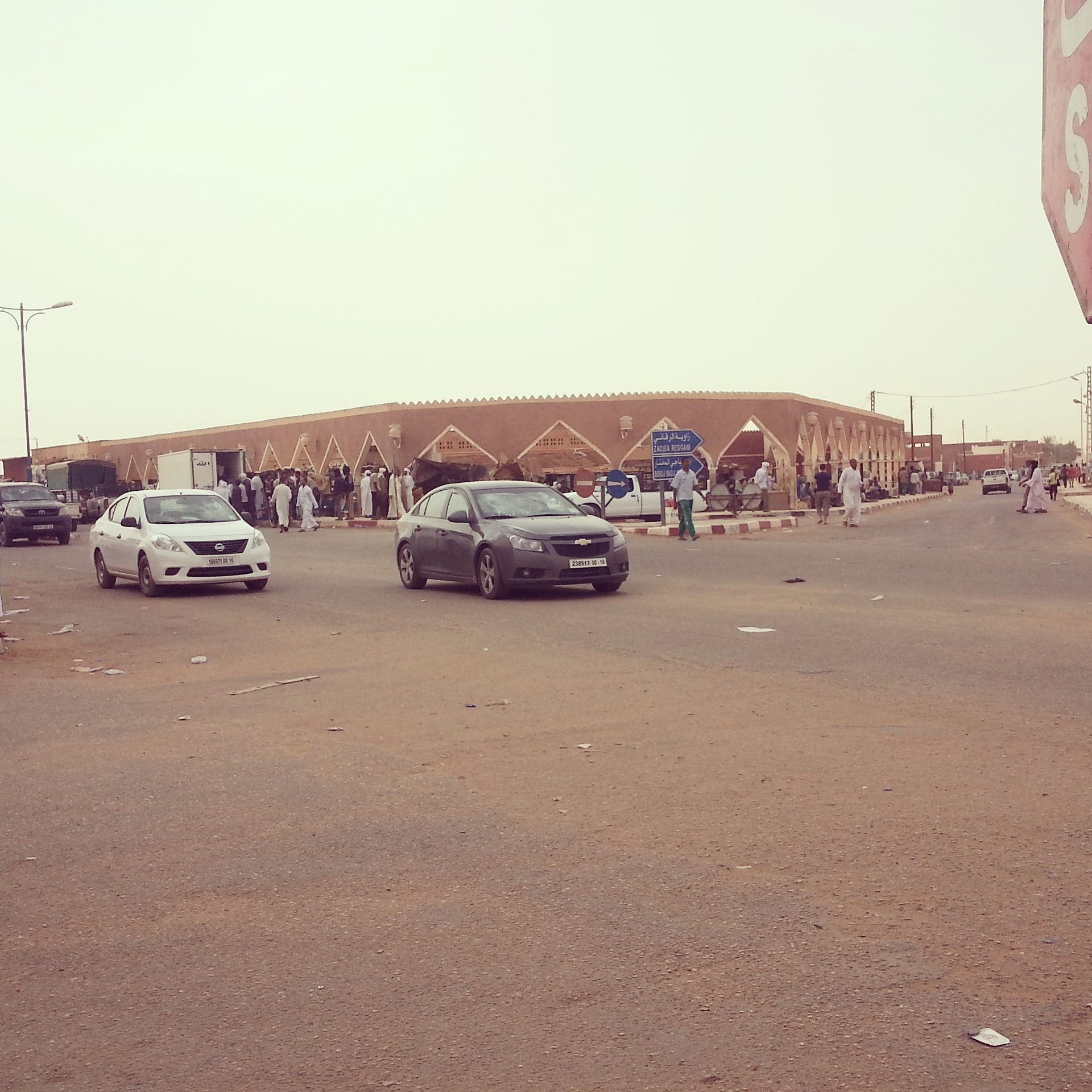
وسط مدينة رقان

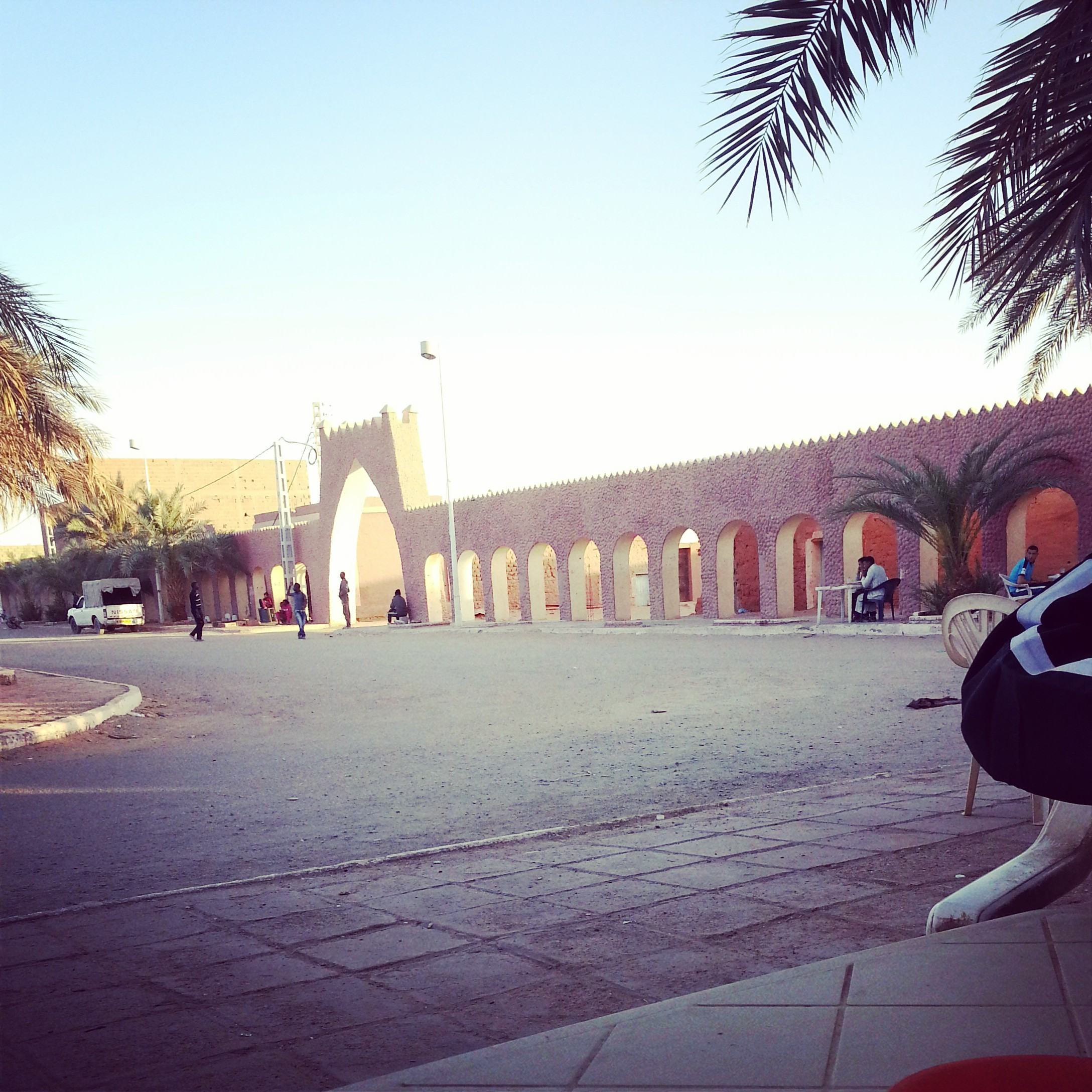
Laplasdereggane2014